# Secretaría General Técnica del Ministerio de Energía, Turismo y Agenda Digital
La Secretaría General Técnica del Ministerio de Energía, Turismo y Agenda Digital fue el órgano directivo de dicho departamento, adscrito a la Subsecretaría, responsable de dar asistencia técnica a los centros directivos y organismos del Departamento de Energía, Turismo y Agenda Digital. Entre otros asuntos, asumía competencias sobre asistencia jurídica, legislativa y administrativa, relaciones con otros departamentos ministeriales, administraciones y el poder judicial y llevaba a cabo labores de estudio y estadística.
El órgano existió entre noviembre de 2016 y junio de 2018. Una vez suprimido, fue sucedido por los diferentes órganos técnicos de los departamentos que reemplazaron al Ministerio de Energía, Turismo y Agenda Digital.
Su único titular fue el ingeniero industrial Manuel García Hernández.

## Estructura
La Secretaría General Técnica estaba integrada por las siguientes unidades con nivel orgánico de subdirección general:
- La Vicesecretaría General Técnica, a la que le correspondía asistir al secretario general técnico en la articulación de las competencias normativas del Ministerio así como en los asuntos a tratar en los órganos colegiados del Gobierno, la realización de documentos e informes y la vigilancia de los actos y disposiciones de las comunidades autónomas; así como la colaboración y coordinación con éstas.
- La Subdirección General de Desarrollo Normativo, Informes y Publicaciones, a la que le correspondía todo lo relativo al programa editorial del Departamento, la edición y la distribución o difusión de sus publicaciones, así como la dirección, organización y gestión de bibliotecas, archivos y servicios de documentación del Departamento; el análisis, informe y tramitación de las disposiciones y proyectos normativos que correspondiera aprobar o proponer al Departamento. También daba asistencia jurídica de los órganos del Departamento.
- La Subdirección General de Recursos, Reclamaciones y Relaciones con la Administración de Justicia, a la que le correspondía todo lo relativo al trámite y resolución de los recursos administrativos, así como de las reclamaciones de responsabilidad patrimonial, y de los expedientes de revisión de los actos administrativos, declaraciones de lesividad y derecho de petición; las relaciones con la administración de justicia; y la tramitación y propuesta de resolución de los procedimientos de reconocimiento de los títulos profesionales expedidos por los Estados miembros de la Unión Europea y demás Estados signatarios del Acuerdo sobre Espacio Económico Europeo.
- La Subdirección General de Relaciones Internacionales y Cooperación, a la que le correspondía la coordinación y asesoramiento de cuestiones de carácter internacional y cooperación técnica; las relaciones con los organismos internacionales y con la Unión Europea; y el análisis e informe de las disposiciones y proyectos normativos en relación con cuestiones que afectaren a materias de carácter internacional y de la Unión Europea, así como la coordinación de los informes necesarios en relación con los tratados internacionales y otro tipo de acuerdos que se hubiera planteado firmar el Reino de España.
- La Subdirección General de Estudios, Análisis y Planes de Actuación, a la que le correspondían todas las competencias de captación de información y realización de estudios para asegurar un adecuado conocimiento de la realidad y prestar un eficaz asesoramiento a los centros directivos. Asimismo, realizaba labores estadísticas y gestionaba los contenidos editoriales de la publicación Economía Industrial.